# (9523) Turin
(9523) Turin, désignation internationale (9523) Torino, est un astéroïde de la ceinture principale.

## Description
(9523) Turin est un astéroïde de la ceinture principale. Il fut découvert par Henri Debehogne le 5 mars 1981 à l'ESO. Il présente une orbite caractérisée par un demi-grand axe de 2,45 UA, une excentricité de 0,132 et une inclinaison de 2,93° par rapport à l'écliptique.
Il fut nommé d'après Turin, capitale italienne de l'automobile et de l'industrie aérospatiale.

## Compléments